# República Socialista Soviètica Autònoma Kazakh
República Socialista Soviètica Autònoma Kazakh (o dels Kazakhs -rus: Казакская АССР) és el nom que va portar una república autònoma dins de la República Federativa Socialista Soviètica Russa des del 15 de juny de 1925 fins que fou convertida en la República Socialista Soviètica del Kazakhstan ((també RSS Kazakh o RSS dels Kazakhs) el 5 de desembre de 1936.
Anteriorment al 1925 fou la República Socialista Soviètica Autònoma Kirguís (o dels Kirguís).